# Páramo de Agua Blanca
El Páramo de Agua Blanca es el páramo andino más elevado de Venezuela. Está situado en el corazón del parque nacional Sierra de La Culata, al norte de la localidad de Escagüey, en el Mérida, Venezuela.
Su punto más elevado es el Pico Agua Blanca. Del Páramo de Agua Blanca nace el río Mucujun, que es la principal fuente de abastecimiento de agua dulce de la población del Municipio Libertador. Hacia el Este se continúa con el Páramo El Banco, el segundo más elevado del país y con el cual comparte su composición rocosa víctimas de la era de recesión glaciar.